# مارك أوين
مارك أوين (بالإنجليزية: Mark Owen)‏ (و. 1972  م) هو مغن ومؤلف، ولاعب كرة قدم، ومغني، من المملكة المتحدة، ولد في أولدهام، وهو عضوٌ في تيك ذات.

## وصلات خارجية
- مارك أوين على موقع IMDb (الإنجليزية)
- مارك أوين على موقع ميوزك برينز (الإنجليزية)
- مارك أوين على موقع أول ميوزيك (الإنجليزية)
- مارك أوين على موقع ديسكوغز (الإنجليزية)
- مارك أوين على موقع قاعدة بيانات الفيلم (الإنجليزية)